# La extranjera
La extranjera (título original en italiano, La straniera) es una ópera en dos actos compuesta por Vincenzo Bellini, sobre un libreto de Felice Romani, basado en la novela L'étrangère (1825) de Charles-Victor Prévot, vizconde d'Arlincourt. Fue compuesta en otoño de 1828 y estrenada en febrero de 1829 en Milán.
La primera representación de La extranjera tuvo lugar en el Teatro alla Scala de Milán el 14 de febrero de 1829, con Henriette Méric-Lalande y Domenico Reina en los roles principales. Alessandro Sanquirico se encargó de la escenografía. La ópera cayó en el olvido durante la última parte del siglo XIX y gran parte del siglo XX, y sólo fue repuesta en 1968 en Palermo (Teatro Massimo) con Renata Scotto en el rol principal. El personaje de Alaide ha sido luego encarnado por Montserrat Caballé, Renée Fleming y más recientemente, por Patrizia Ciofi.
Esta ópera rara vez se representa en la actualidad; en las estadísticas de Operabase aparece con sólo 1 representación en el período 2005-2010.

## Personajes
| Personaje                                    | Voz          | Reparto el 14 de febrero de 1829 Director: |
| -------------------------------------------- | ------------ | ------------------------------------------ |
| Alaide, la extranjera                        | soprano      | Henriette Méric-Lalande                    |
| Arturo, conde de Ravenstel                   | tenor        | Domenico Reina                             |
| Valdeburgo, barón, hermano secreto de Alaide | barítono     | Antonio Tamburini                          |
| Isoletta, prometida de Arturo                | mezzosoprano | Caroline Unger                             |
| Osburgo, confidente de Arturo                | tenor        | Luigi Asti                                 |
| Il signore di Montolino, padre de Isoletta   | bajo         | Domenico Spiaggi                           |
| Prior de los Hospitalarios                   | bajo         | Stanislao Marcionni                        |